# Фрай-Бентос
Фрай-Бентос (ісп. Fray Bentos) — адміністративний центр департаменту Ріо-Неґро в Уругваї, портове місто на річці Уругвай.

## Історія

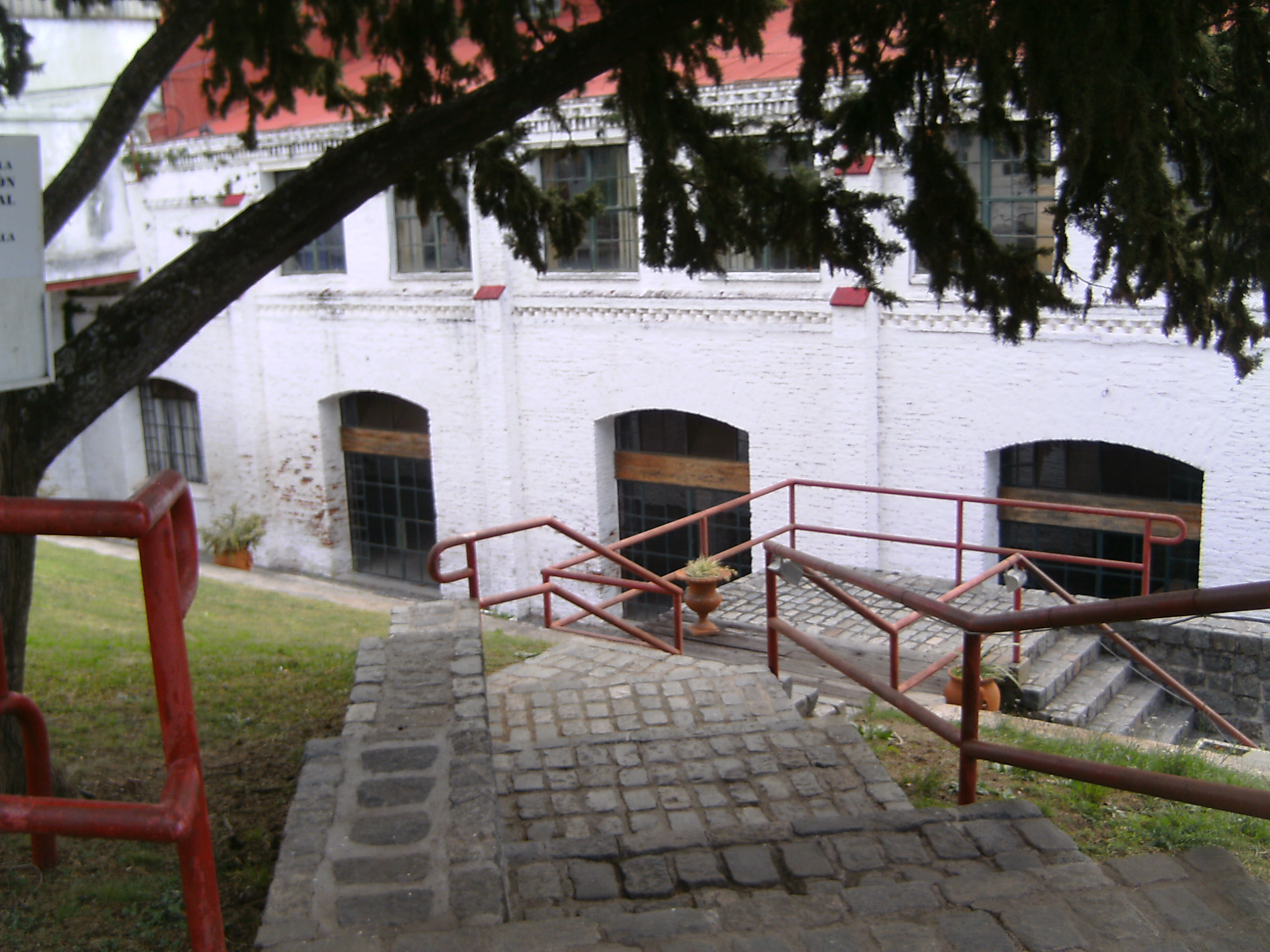
Музей Індустріальної Революції в місті

Місто було засноване під назвою «Villa Independencia» (укр. Містечко Незалежності) 16 квітня 1859 року. Згідно з указом № 1.475 від 7 липня 1860 року Вілья Індепенденсія проголошений столицею департаменту Ріо-Неґро, а вже 16 липня 1900 — отримав статус Міста (ісп. Ciudad) (указ № 2.656). Населений пункт було перейменовано на Фрай-Бентос.
Історично, основною галуззю промисловості міста була переробка м'яса. Проте, після того як компанія Liebig's Extract of Meat Company, якій належала Societe de Fray Bentos Giebert & Cie., у 1979 р. припинила роботу після 117 років діяльності — галузь завмерла.
У 2005 році відкрився місцевий історичний музей. А у 2007 р. Botnia S.A., дочірня компанія фінської корпорації Metsä-Botnia, збудувала в місті великий целюлозний комбінат.
Недалеко від Фрай-Бентос 10 жовтня 1997 відбулась катастрофа падіння ліката Austral Flight 2553, під час якої загинуло 74 особи (з них 69 пасажирів та 5 членів екіпажу).

## Географія
Місто розташоване на заході країни, поряд із кордоном з Аргентиною. На 309 км віддалений від столиці Уругваю — Монтевідео та на 160 км від столиці Аргентини — Буенос-Айресу. Абсолютна висота — 15 метрів над рівнем моря.

## Населення
Населення по даним за 2011 р. становить 24 406 осіб.
| Рік  | Населення |
| ---- | --------- |
| 1908 | 7 359     |
| 1963 | 17 094    |
| 1975 | 19 407    |
| 1985 | 19 862    |
| 1996 | 21 959    |
| 2004 | 23 122    |
| 2011 | 24 406    |

Джерело: Instituto Nacional de Estadística de Uruguay.

## Музеї та культура

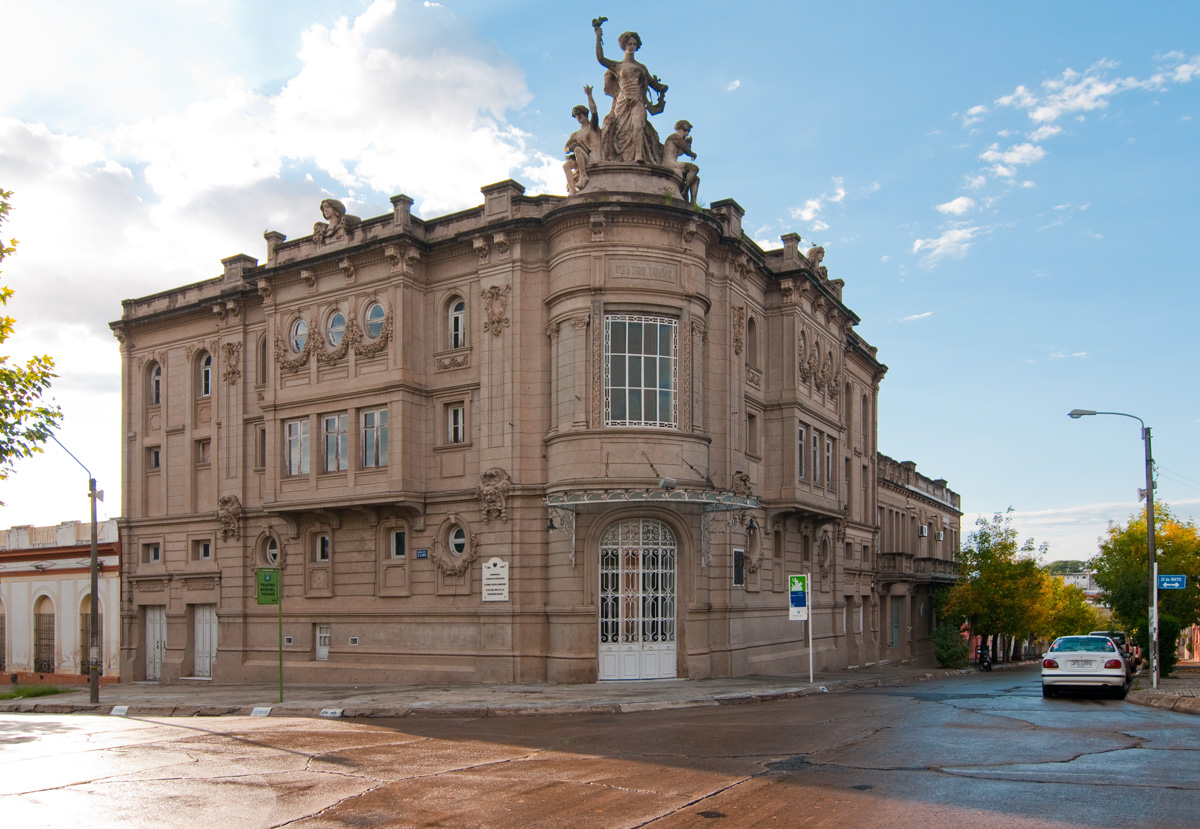
Театр Міґеля Янга

У Фрай-Бентос міститься музей промислової революції в колишніх цехах фабрики Liebig's Extract of Meat Company, де раніше працювали тисячі людей. Коли завод був відключений й припинив своє існування, з'явилась можливість створити унікальну пам'ятку, в якій оригінальна техніка, соціальні та культурні елементи часів технологічної революції у Фрай-Бентосі, може бути показано всьому світу. Задля туристичних та освітніх цілей відкриті всі експонати музею, такі як обладнання для вирізки та обробки м'яса, архітектура IX ст., машини для відкачування води, консервний цех, цех для приготування м'яса, промислові лабораторії, тощо.
Також в місті є музей художника Луїса Альберто Соларі (ісп. Luis Alberto Solari), який народився у Фрай-Бентос.
Театр Міґеля Янга (ісп. Teatro Miguel Young), збудований у 1913 р., є важливим місцевим архітектурним пам'ятником.